# Joyce Zakary
Joyce Nakhumicha Zakary (née le 6 juin 1986 à Chepkoya, comté de Bungoma) est une athlète kenyane, spécialiste du 400 m.
Elle est médaillée de bronze du relais 4 x 400 mètres aux Jeux africains de 2011 à Maputo.
Le 24 août 2015, elle bat le record national qu'elle détenait depuis 2009, en le portant à 50 s 71 lors des séries des Championnats du monde à Pékin, mais dès le 25 août 2015, elle ne se présente pas lors de la demi-finale et les médias annoncent qu'elle fait partie de deux premiers cas de dopage (toutes deux kenyanes) de ces Championnats.